# Baggholmen, Borgå
Baggholmen är en ö i Finland. Den ligger i Finska viken och i kommunen Borgå i den ekonomiska regionen  Borgå i landskapet Nyland, i den södra delen av landet. Ön ligger omkring 55 kilometer öster om Helsingfors.
Öns area är 29,5 hektar och dess största längd är 1 kilometer i öst-västlig riktning. Ön höjer sig omkring 25 meter över havsytan.